# Damiš
Damiš (mađ. Dömös) je podunavsko selo na samom sjeveru na samom polovištu Mađarske, istočno od Dunavskog zavoja, podno Višegradskog gorja. Damiški je hrvatski toponim zabilježio Živko Mandić u podunavskom selu Senandriji.

## Upravna organizacija
Upravno pripada ostrogonskoj mikroregiji u Komoransko-ostrogonskoj županiji. Poštanski je broj 2027.

## Povijest
U samostanu u Damišu mađarski je kralj Koloman zatočio svog brata Almoša i Almoševa sina Belu.

## Stanovništvo
U Damišu je prema popisu 2001. živjelo 1128 Damišaca i Damiška, većinom Mađara, 1,6% Nijemaca, 1,2% Roma, nešto Poljaka i Slovaka.

## Vanjske poveznice
- Službene stranice